# ウィリアム・パカ
ウィリアム・パカ（William Paca、1740年10月31日-1799年10月13日）は、現在のアメリカ合衆国メリーランドの代表としてアメリカ独立宣言に署名した者の一人である。

## 初期の経歴
パカは1740年10月31日に、イギリス植民地時代のメリーランド、ハーフォード郡にあるアビングドンで生まれた。パカはその地域では裕福な農園主ジョン・パカ（1712年頃-1785年）とその妻エリザベス・スミス（？-1766年頃）の子供だった。
長男のアキラに続く次男であり、他に5人の姉妹がいた。この兄弟は1752年にフィラデルフィア・アカデミー&チャリティスクールに入学し、弟のパカはフィラデルフィア大学（現在はペンシルベニア大学に統合）に進学して、1759年に卒業して文学士号を得た。1762年には同じ大学で文学修士号も獲得したが、これには特に研究をする必要はなく、パカがそれを要求し、高い信用があれば良かった。
大学を卒業した後はメリーランドに戻り、植民地首都のアナポリスで、スティーブン・ブラドリーという地元の弁護士の監督の下で法律を勉強した。1761年までに、法律の実務を行う免許を得、1764年に植民地法廷弁護士として認められ、アナポリスに留まって地歩を固めた。職業的な成功は個人的な成功にも繋がり、以前から突き合っていたメリーランドの著名な農園主の娘、メアリー・チューと1763年5月26日に結婚した。夫妻には3人の子供が生まれたが、息子のジョン・フィレモンだけが成人した。

## 政歴
当時のアナポリスにいる若い弁護士の中にサミュエル・チェイスがおり、パカとは親密な友人となり、政治の世界でも仲間になった。パカとチェイスはイギリスが1765年に押しつけた印紙法に対する地元の反対運動を率い、自由の息子達のアンアランデル郡支部を造った。
パカは1771年にメリーランド議会議員に選ばれ、1774年には大陸会議代表に指名された。大陸会議代表は再選もされて1779年まで務め、この間にアメリカ独立宣言に署名した。1779年にメリーランド邦の主席判事となった。1782年、メリーランド邦知事に選ばれた。1789年、メリーランドにある連邦地方裁判所の判事となり、これを死去するまで続けた。
パカは1799年にクィーンアンズ郡にある自分の地所「ワイホール」で死に、そこの家族墓地に埋葬された。

## 遺産
メリーランドにはパカの名前をつけた小学校が2つ有る。1つはランドオーバーに、もう1つはパカの生まれ故郷アビングドンにある。セントジョンズ大学メリーランド・キャンパスのアナポリス学生寮、ニューヨーク州マスティックビーチにあるウィリアム・パカ中等学校およびニューヨーク市にあるP.S. 155ウィリアム・パカ学校もパカに因んで名付けられた。ボルティモアのパカ・ストリートも同様である。

## 先祖
パカはイタリア人先祖の血が混じっていると通常言われている。
スタンリー・サウスに拠れば、この名前がイタリアのものという話は、1911年にボルティモアのカーディナル・ギボンズによってなされた発言から来ている。ギボンズはパカとイタリアのペッチ家との間に関係があったと考えていると話した。
1937年7月18日、ニューヨーク・タイムズに宛てた手紙で、自称パカの子孫という者が次のように伝えた。
しかし、ジョバンニ・シアーヴォとのインタビューの中で、手紙の寄稿者はその名前がカーディナル・ギボンズの言うPecciという示唆によるものだとしている。シアーヴォはインタビューの中で、パカがその姓がPecciであるローマ教皇レオ13世 (1879-1903)に言及したとも報告している。
スタイバーソンとジェイコブセンは、ウィリアム・パカの先祖で移民のロバートについて、姓の綴りがPeaker、Pecker、Peaca、PecaおよびPakaがあると報告している。"Pecci"も"Pacci"も（さらに"Pacca"も）出てきてはいない。
さらに、スタイバーソンとジェイコブセンは次のことも見出している。
スタンリー・サウスも同様にこの仮説を支持するものは見付けていないが、もしイタリアに結びつけられれば、1万ドルの価値があるとも言っている。